# Dirka po Španiji 1996
Dirka po Španiji 1996 (špansko Vuelta a España 1996) je 51. izvedba dirke po Španiji, tritedenske moške cestne kolesarske etapne dirke. Začela se je 7. septembra v Valenciji in končala 29. septembra v Madridu. Sodelovalo je 180 kolesarjev iz 20-ih ekip. Rumeno majico je prvič osvojil Alex Zülle (ONCE), drugo mesto Laurent Dufaux (Festina–Lotus), tretje pa Tony Rominger (Mapei–GB). Rožnato majico je osvojil Laurent Jalabert (ONCE), belo majico je osvojil Tony Rominger, oranžno majico pa Jürgen Werner (Team Telekom).

## Ekipe
- Aki–Gipiemme
- Banesto
- Cantina Tollo–CoBo
- Equipo Euskadi
- Festina–Lotus
- Gewiss Playbus
- Kelme–Artiach
- Maia–Jumbo–CIN
- Mapei–GB
- MG Maglificio–Technogym
- Motorola
- MX Onda
- ONCE
- Petit Casino
- Saeco–AS Juvenes San Marino
- Santa Clara
- Scrigno–Blue Storm
- Team Polti
- TVM–Farm Frites
- US Postal

## Etape
| Etapa | Datum         | Štart/Cilj                                       | Razdalja | Tip     | Tip                  | Zmagovalec                   |             |
| ----- | ------------- | ------------------------------------------------ | -------- | ------- | -------------------- | ---------------------------- | ----------- |
| 1     | 7. september  | Valencija – Valencia                             | 162 km   |         |                      | Biagio Conte (ITA)           |             |
| 2     | 8. september  | Valencija – Cuenca                               | 210 km   |         |                      | Nicola Minali (ITA)          |             |
| 3     | 9. september  | Cuenca – Albacete                                | 167,2 km |         |                      | Laurent Jalabert (FRA)       |             |
| 4     | 10. september | Albacete – Murcia                                | 166,5 km |         |                      | Tom Steels (BEL)             |             |
| 5     | 11. september | Murcia – Almería                                 | 208,4 km |         |                      | Jeroen Blijlevens (NED)      |             |
| 6     | 12. september | Almería – Málaga                                 | 196,5 km |         |                      | Fabio Baldato (ITA)          |             |
| 7     | 13. september | Málaga – Marbella                                | 171,1 km |         |                      | Fabio Baldato (ITA)          |             |
| 8     | 14. september | Marbella – Jerez de la Frontera                  | 220,7 km |         |                      | Nicola Minali (ITA)          |             |
| 9     | 15. september | Jerez de la Frontera – Córdoba                   | 203,5 km |         |                      | Nicola Minali (ITA)          |             |
|       | 16. september |                                                  |          |         | dan počitka          | dan počitka                  | dan počitka |
| 10    | 17. september | El Tiemblo – Ávila                               | 46,5 km  |         | posamični kronometer | Tony Rominger (SUI)          |             |
| 11    | 18. september | Ávila – Salamanca                                | 188 km   |         |                      | Marco Antonio Di Renzo (ITA) |             |
| 12    | 19. september | Benavente – Alto del Naranco                     | 188 km   |         |                      | Daniele Nardello (ITA)       |             |
| 13    | 20. september | Oviedo – Lagos de Covadonga                      | 159 km   |         |                      | Laurent Jalabert (FRA)       |             |
| 14    | 21. september | Cangas de Onís – Naravni park Cabarceno          | 202,6 km |         |                      | Biagio Conte (ITA)           |             |
| 15    | 22. september | Cabárceno – Alto Cruz de la Demanda (Ezcaray)    | 220 km   |         |                      | Alex Zülle (SUI)             |             |
| 16    | 23. september | Logroño – Sabiñánigo                             | 220,9 km |         |                      | Nicola Minali (ITA)          |             |
| 17    | 24. september | Sabiñánigo – Cerler                              | 165,7 km |         |                      | Oliverio Rincón (COL)        |             |
| 18    | 25. september | Benasque – Zaragoza                              | 219,5 km |         |                      | Dimitrij Konišev (RUS)       |             |
| 19    | 26. september | Getafe – Ávila                                   | 217,1 km |         |                      | Laurent Dufaux (SUI)         |             |
| 20    | 27. september | Ávila – Palazuelos de Eresma (Destilerías DYC)   | 209,5 km |         |                      | Gianni Bugno (ITA)           |             |
| 21    | 28. september | Segovia – Palazuelos de Eresma (Destilerías DYC) | 43 km    |         | posamični kronometer | Tony Rominger (SUI)          |             |
| 22    | 29. september | Madrid – Madrid                                  | 157,6 km |         |                      | Tom Steels (BEL)             |             |
|       | Skupaj        | Skupaj                                           | 3898 km  | 3898 km | 3898 km              | 3898 km                      | 3898 km     |

## Končna razvrstitev
| Legenda | Legenda                                    | Legenda | Legenda                          |
| ------- | ------------------------------------------ | ------- | -------------------------------- |
|         | Predstavlja vodilnega v skupnem seštevku   |         | Predstavlja vodilnega po točkah  |
|         | Predstavlja vodilnega v gorski razvrstitvi |         | Predstavlja vodilnega v šprintih |

### Rumena majica
| Poz. | Kolesar                  | Ekipa                   | Čas         |
| ---- | ------------------------ | ----------------------- | ----------- |
| 1    | Alex Zülle               | ONCE                    | 97h 31' 46s |
| 2    | Laurent Dufaux           | Festina–Lotus           | + 6' 23s    |
| 3    | Tony Rominger            | Mapei–GB                | + 8' 29s    |
| 4    | Roberto Pistore          | MG Maglificio–Technogym | + 10' 13s   |
| 5    | Stefano Faustini         | Aki–Gipiemme            | + 11' 21s   |
| 6    | Georg Totschnig          | Team Polti              | + 11' 33s   |
| 7    | Davide Rebellin          | Team Polti              | + 13' 16s   |
| 8    | Andrea Peron             | Motorola                | + 14' 46s   |
| 9    | Bobby Julich             | Motorola                | + 15' 10s   |
| 10   | Fernando Escartín        | Kelme–Artiach           | + 18' 35s   |
| 11   | Marcos Serrano           | Kelme–Artiach           | + 19' 19s   |
| 12   | José María Jiménez       | Banesto                 | + 20' 19s   |
| 13   | Mauro Gianetti           | Team Polti              | + 21' 15s   |
| 14   | Daniel Clavero           | MX Onda                 | + 21' 49s   |
| 15   | Daniele Nardello         | Mapei–GB                | + 22' 37s   |
| 16   | Vladislav Bobrik         | Gewiss Playbus          | + 26' 00s   |
| 17   | Axel Merckx              | Motorola                | + 27' 34s   |
| 18   | Francisco Javier Mauleón | Mapei–GB                | + 27' 38s   |
| 19   | Laurent Jalabert         | ONCE                    | + 27' 44s   |
| 20   | Peter Meinert Nielsen    | Team Telekom            | + 29' 56s   |
| 21   | Pascal Chanteur          | Petit Casino            |             |
| 22   | Fabian Jeker             | Festina–Lotus           |             |
| 23   | Kai Hundertmarck         | Team Telekom            |             |
| 24   | Ángel Casero             | Banesto                 |             |
| 25   | Massimo Apollonio        | Scrigno–Blue Storm      |             |